# Osikovo (distrikt i Smoljan)
Osikovo (bulgariska: Осиково) är ett distrikt i Bulgarien.   Det ligger i kommunen Obsjtina Devin i regionen Smoljan, i den centrala delen av landet, 130 km sydost om huvudstaden Sofia.
I omgivningarna runt Osikovo växer i huvudsak blandskog. Runt Osikovo är det ganska glesbefolkat, med 24 invånare per kvadratkilometer.